# Elinardo di Bures
Elinardo di Bures (... – 1148?) fu un nobile Crociato del Regno di Gerusalemme, nel 1142 successe a suo zio Guglielmo I di Bures come Principe di Galilea.

## Biografia
Elinardo è una figura poco conosciuta.
Sappiamo che suo zio era Guglielmo e poiché di quest'ultimo è conosciuto un solo fratello, Goffredo, ucciso nel 1119 durante una razzia in terra musulmana, si presume che questi sia il padre di Elinardo e dei suoi fratelli e sorelle conosciuti:
- Guglielmo, suo successore come principe di Galilea e Signore di Tiberiade;
- Raoul d'Yssy;
- Simon;
- Eschiva, principessa di Galilea e di Tiberiade dopo di lui, moglie prima di Gualtiero di Saint-Omer e poi di Raimondo III di Tripoli;
- Agnese, moglie di Gerardo de Grenier, Signore di Sidone.

Elinardo sposò Ermengarda di Ibelin (morta tra 1160 e 1167), figlia di Barisano di Ibelin, non ebbero figli.